# Esseni Stadtbahn
Az esseni Stadtbahn-hálózat a németországi Essen gyorsvasúti rendszere. A 3 vonal (U11, U17, U18) az VRR (Verkehrsverbund Rhein-Rurh) hatáskörébe tartozik, de az EVAG (Essen Verkehrs AG) üzemelteti. A szerelvények mind a föld alatt, mind pedig a föld felett közlekednek; a felszín felett a villamos vágányokon.

## Üzem
Mind a három vonal szerelvényei normál nyomtávon (1435 mm) futnak. A hálózat hossza 52 km, melynek közel fele a felszínen található. A 750 voltos feszültség teszi lehetővé, hogy a felszínen a villamos vágányokat is használni tudják. A főpályaudvar (Hauptbahnhof) és a Berliner Platz között a három vonal közösen fut. Az átlagos járatsűrűség 10 perc. Késő este, hétvégén és ünnepnapokon 15 perc, kora éjszaka pedig 30 perc. A csúcsidőszakban betétjáratok segítik a közlekedést, így a közös szakaszaszon a járatsűrűség akár 1-2 perc is lehet. Vásári napokon a Berliner Platz és a Messe között különvonatok közlekednek 10 perces sűrűséggel. Kora reggeltől 23 óráig van üzem a vonalakon.

## Vonalak
A 3 vonal számozása elsőre meglepő lehet. Németországban szokás ugyanis, hogy egy-egy régiónként osztják ki a Stadtbahn-vonalak viszonylatszámait, így kapták az esseni vonalak az U11, U17 és U18 jelöléseket. Noha ott az U betű (a német U-Bahn (metró, földalatti) rövidítése), azonban mégsem metróként üzemelnek, tekintettel arra, hogy a felszíni szakaszokon a villamos vágányokat használják.

### U11
2010 elejétől hivatalosan nem számít Stadtbahnnak a sok felszíni szakasza miatt, ennek ellenére még mindig ide sorolandó. A Messetől indul, ami után rögtön északra is fordul. Útvonala során érinti a főpályaudvart és az óvárost (Altenessen). A Karlsplatztól a Buerer Straßéig már a felszínen fut. Útvonala során 22 állomást érint.

### U17

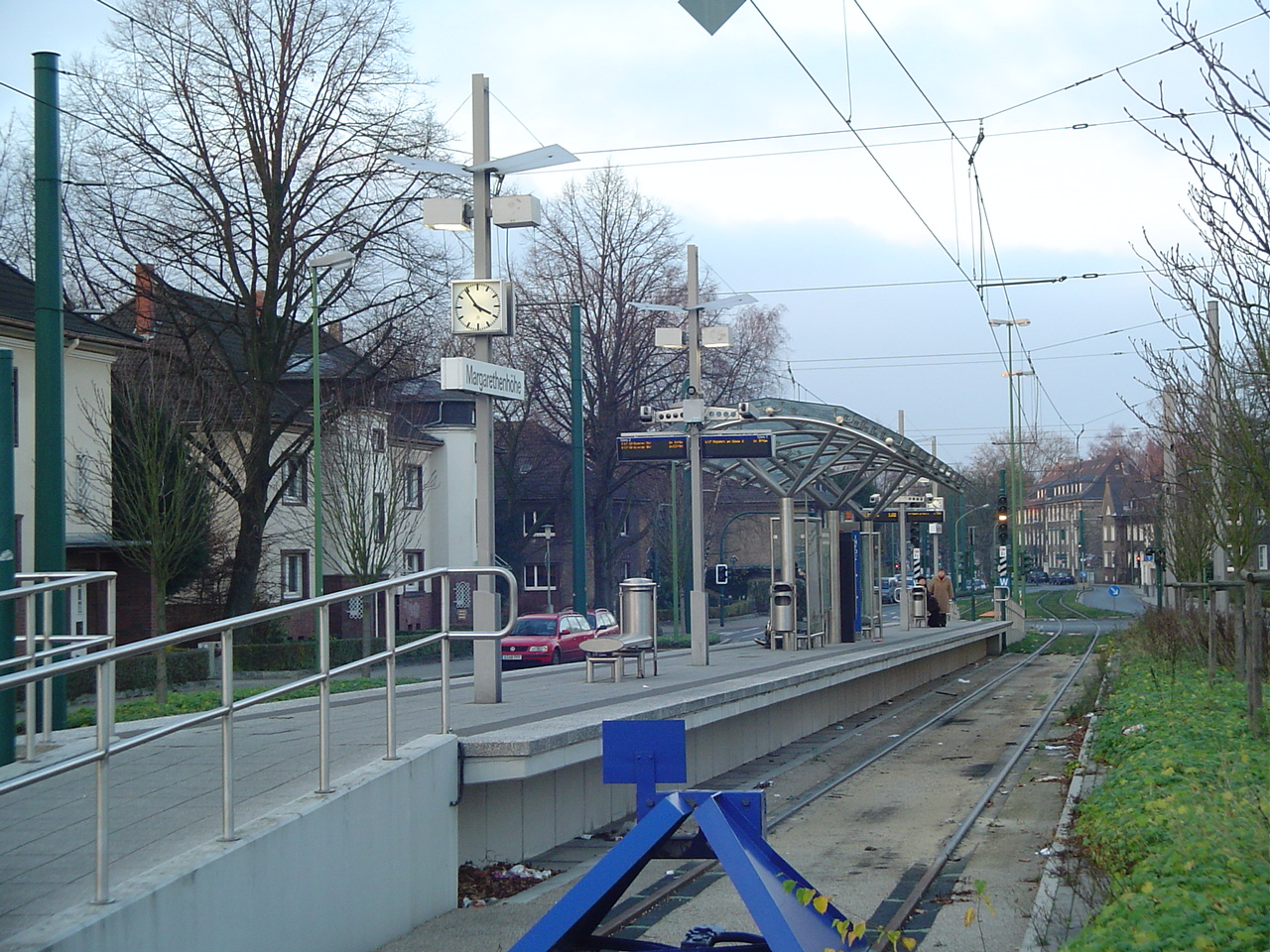
U17 Margaretenhöhe

Az U17-es a három vonal közül a legrövidebb, mindössze 9 állomást szolgál ki a Margaretenhöhetől a Berliner Platzig, miközben érinti a főpályaudvart. 2002-ig a Planckstraße volt a déli végállomása, azóta azonban már a Margaretenhöhe. Azonban a mostani déli végállomás sem végleges, ugyanis építés alatt van a következő szakasz a Hatzper Straßeig.

### U18

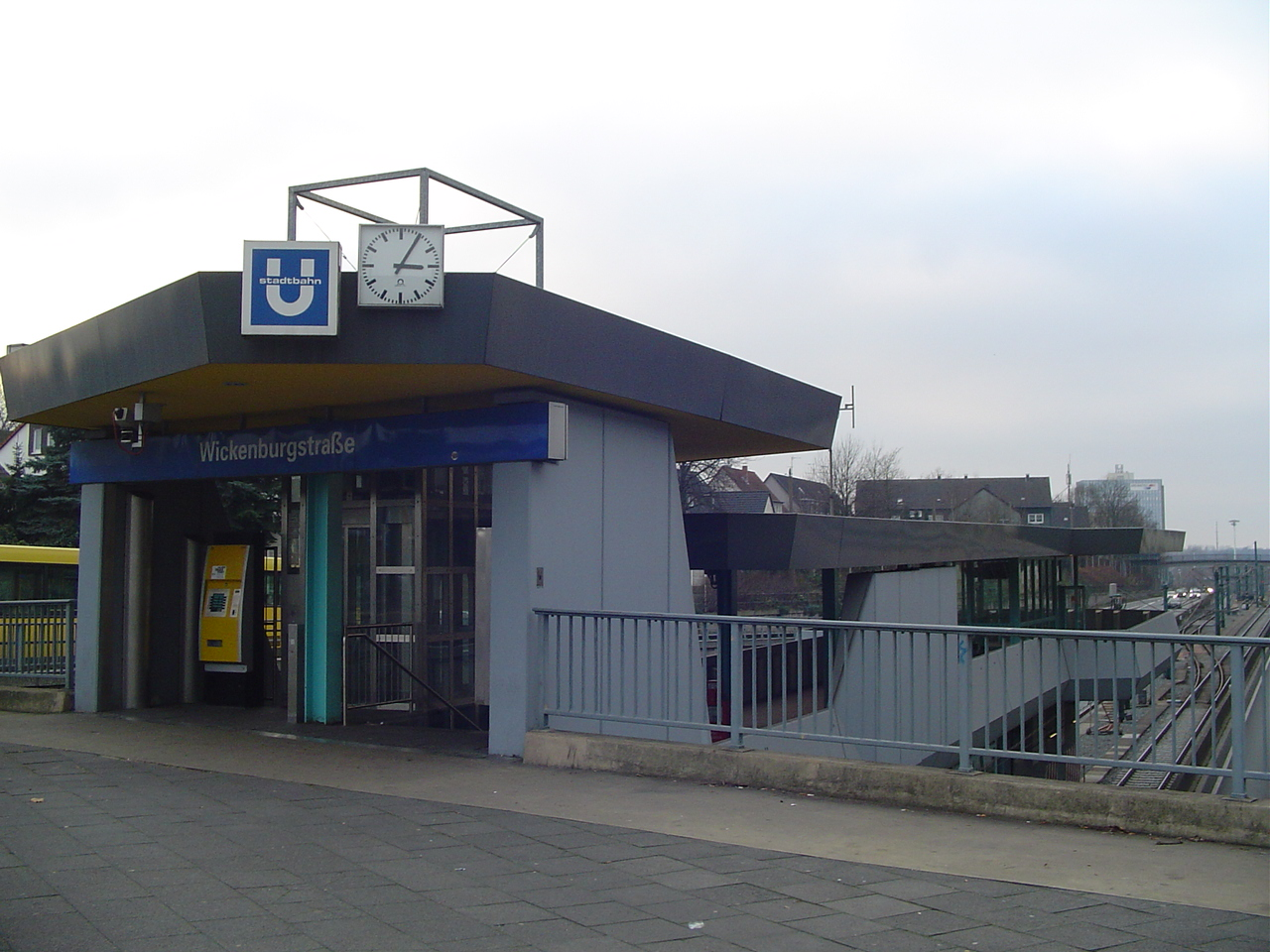
U18 Wickenburgstraße

Az U18-as keleti végállomása ugyanis Mülheim Hauptbahnhof; északi végállomása pedig a Karlsplatz. Útközben érinti a főpályaudvart és az óvárost is. A Berliner Platztól az U11-gyel közösen fut egészen a Karlsplatzig. 2010. január 7-től amolyan bevásárlóvonal lett, ugyanis a legtöbb bevásárlóközpontot érinti.

## Szerelvények
Mindhárom vonalon különböző szerelvények futnak.
Az U11-esen az 1976 és 1985 között gyártott B80C típusú szerelvények futnak. A szerelvény egyterű, LED-kijelzőkkel és biztonsági videókamerákkal ellátott. 2007-ben az EVAG 31 új B típusú szerelvényt rendelt, mert a B80C típusúak már eléggé öregek.
Az U17-esen és az U19-esen P86 és P89 típusú szerelvények futnak. A P86-os szerelvény fut Londonban a DLR vonalon is, míg a P89 ennek a vonatnak a továbbfejlesztett változata. Mindkét típus egyterű, LED-kijelzős, biztonsági kamerákkal ellátott, és képesek akár járművezető nélkül futni (ennek ellenére Essenben található járművezető a vonatokon).

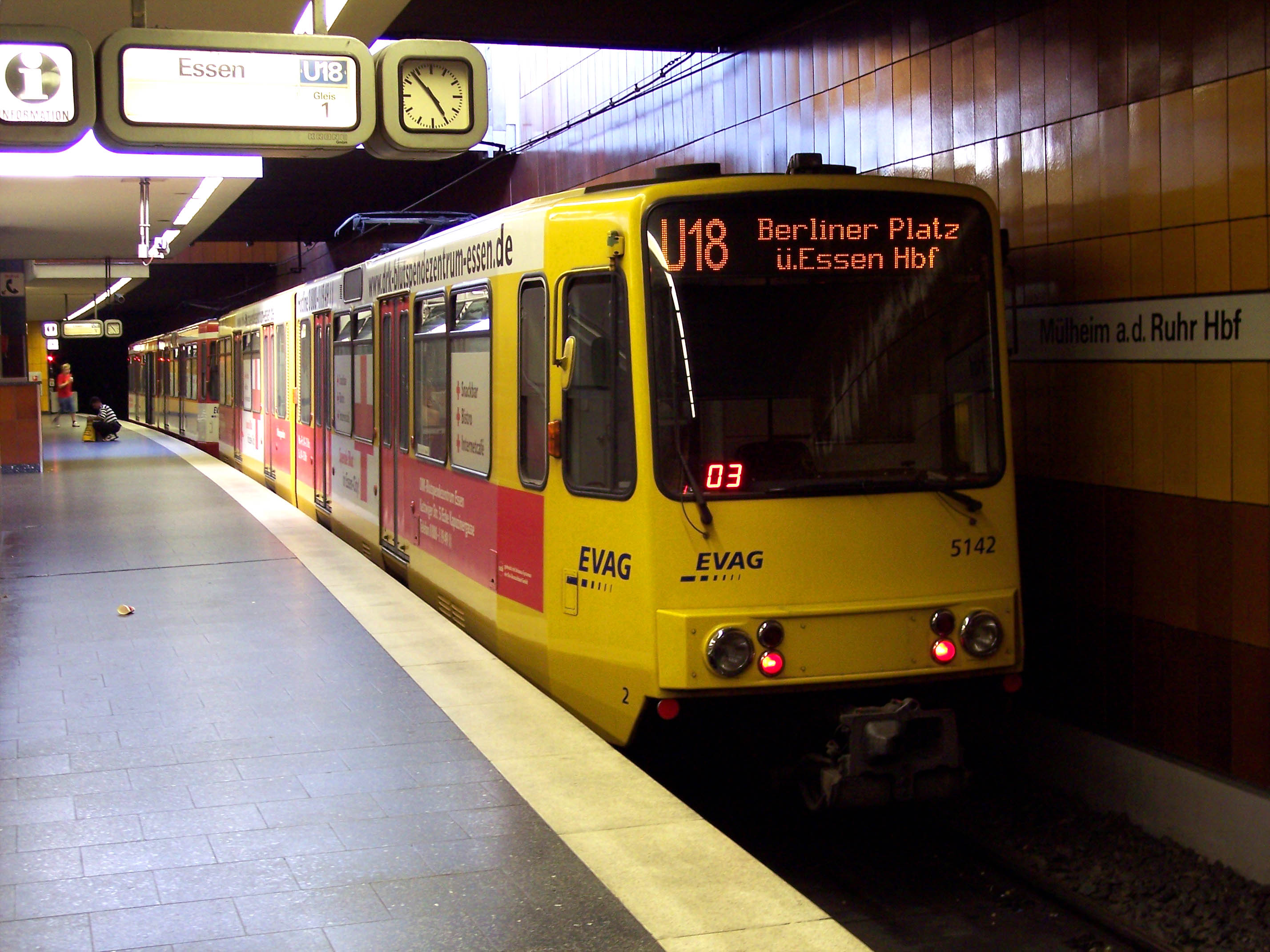
B80
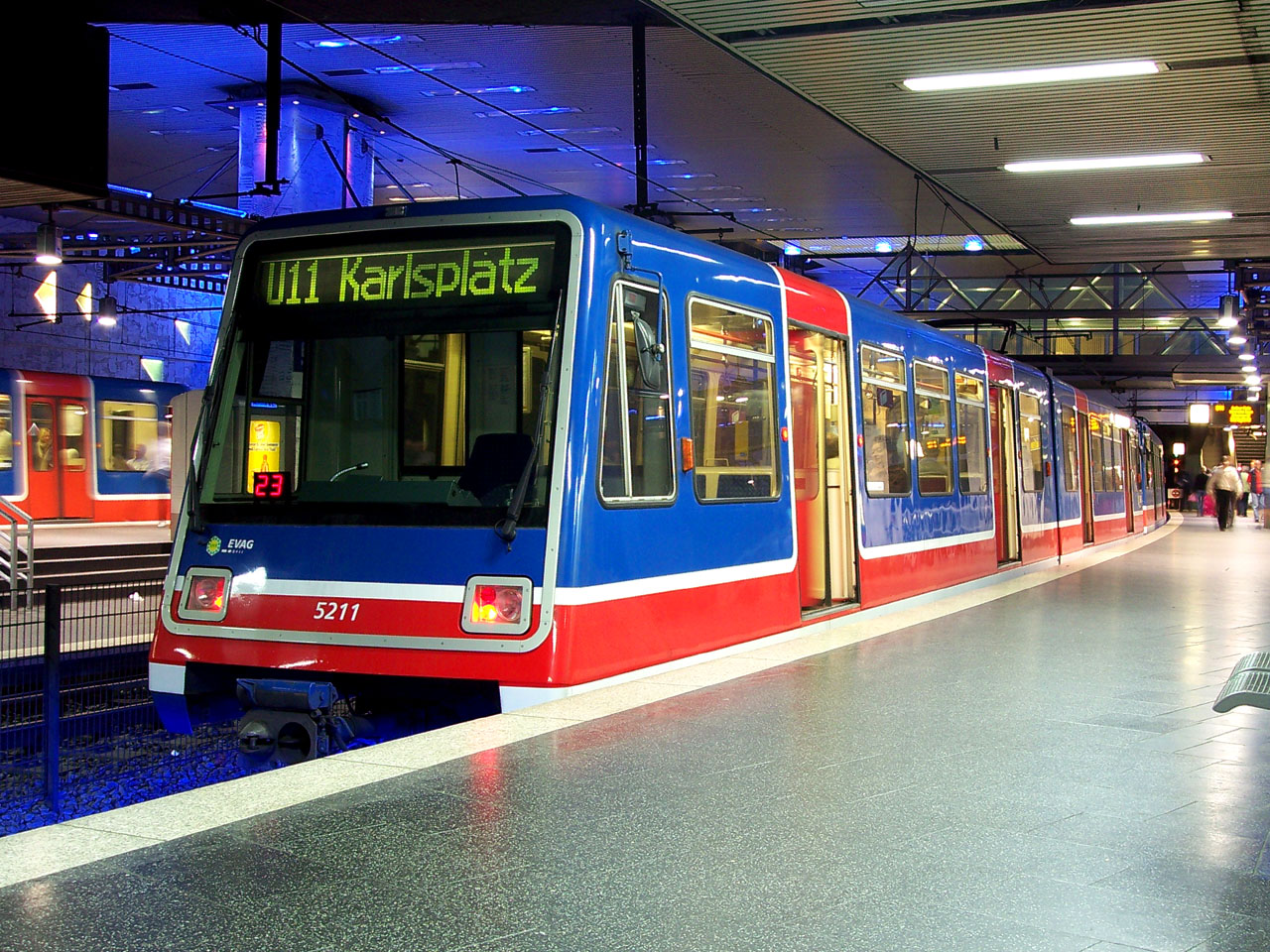
P86
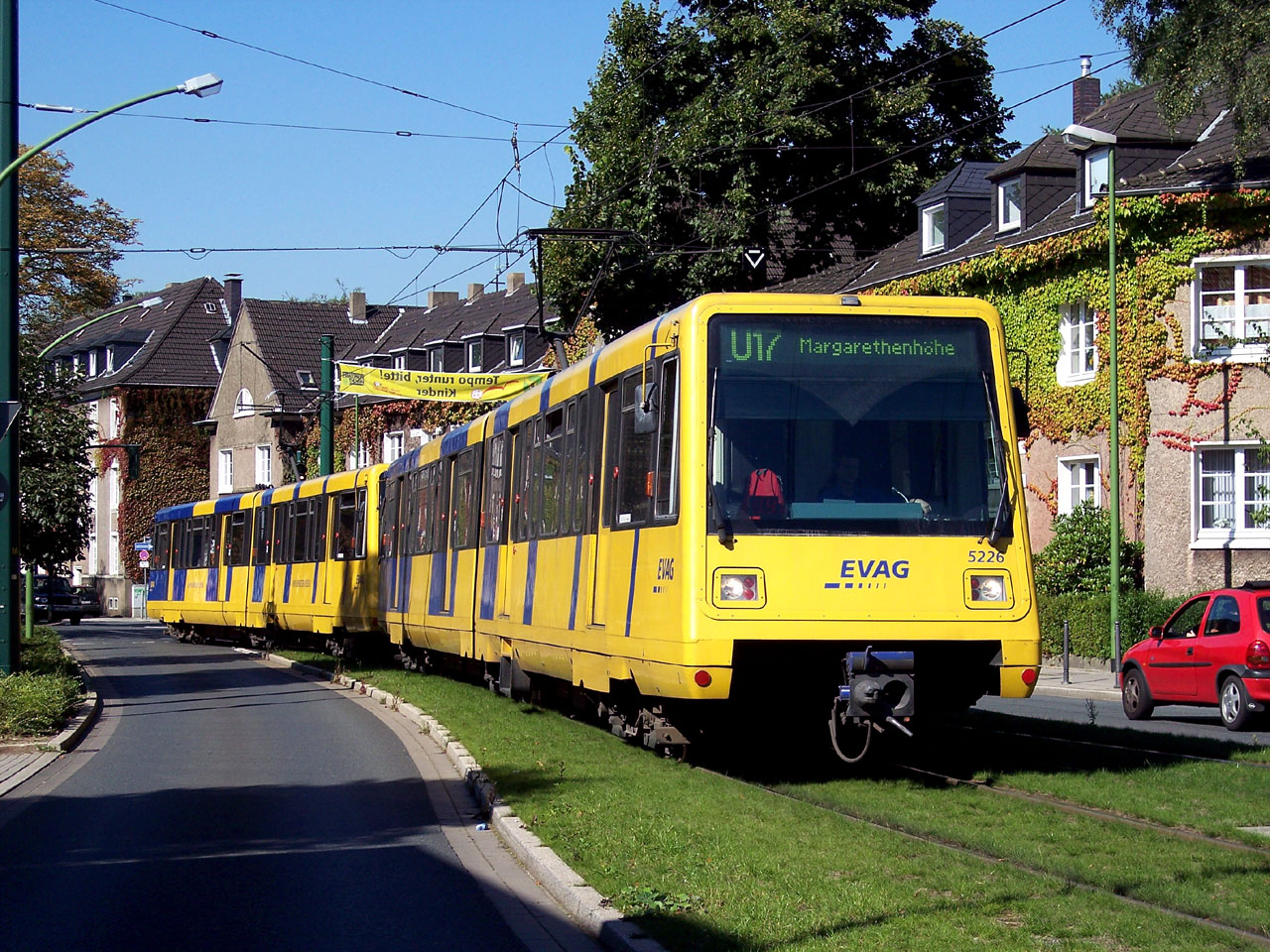
P89

## Jövőbeni tervek
Már építés alatt van az U11-es és az U17-es déli szakaszának folytatása egészen a Hatzper Straßeig. Emellett azonban még mindig sok a tervezett, de el nem kezdett szakasz (lásd a fenti térképen szürkével jelölve). Ezek megépítése fokozatosan történik majd.

## Díjszabás
A díjszabást a VRR (Verkehrsverbund Rhein-Ruhr) határozza meg. 2009. augusztusától a vonaljegy 2,30 €, Mülheim és Essen, valamint Essen és Gelsenkirchen illetve Essen és Oberhausen között azonban már 4,50 €. 6-14 év közötti gyermekek részére a jegy ára 1,30 €. 6 éven aluli gyermekek ingyen utazhatnak felnőtt kísérete mellett. Babakocsi és kutya ingyen szállítható, a kerékpár szállítása díja 2,40 €.

## Fordítás
- Ez a szócikk részben vagy egészben  a   Stadtbahn Essen című német Wikipédia-szócikk fordításán alapul.  Az eredeti cikk szerkesztőit annak laptörténete sorolja fel. Ez a jelzés csupán a megfogalmazás eredetét és a szerzői jogokat jelzi, nem szolgál a cikkben szereplő információk forrásmegjelöléseként.